# Dialma Jakob Bänziger

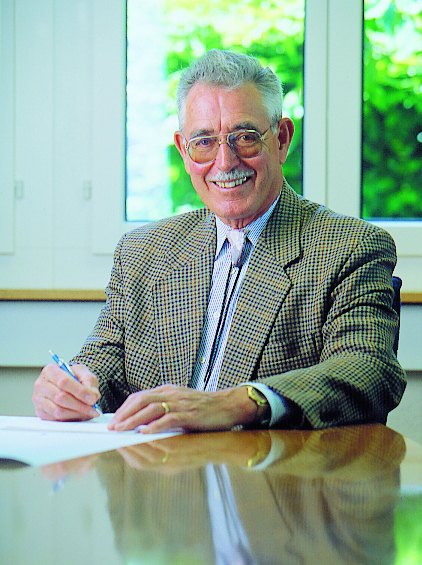
Dialma Jakob Bänziger (1999)

Dialma Jakob Bänziger (* 14. September 1927 in Vnà, Unterengadin; † 13. Juli 2022 in Richterswil) war ein Schweizer Bauingenieur und Brückenbauer.

## Werdegang
Bänziger wuchs im bündnerischen Puschlav, im St. Galler Rheintal sowie im Fürstentum Liechtenstein auf. Die vielen Wohnorte während seiner Jugend ergaben sich aus der Berufstätigkeit seines Vaters als Schweizer Grenzwächter. Anschliessend besuchte Bänziger die Evangelische Mittelschule Schiers, die er mit der Matura abschloss. Danach begann er das Studium des Bauingenieurwesens an der ETH Zürich, das er 1951 mit der Diplomarbeit Das Kraftwerk San Bernardino GR beendete.
Seine erste Anstellung als Bauingenieur fand er bei Locher & Cie AG Zürich. Nach Projektierungsarbeiten wurde er Bauführer für die Staumauer Sambuco im Kanton Tessin. 1955 trat er ins Ingenieurbüro Hans Eichenberger in Zürich über. Dort wurde er Projektleiter für die Weinlandbrücke in Andelfingen, einem Pionierwerk der Spannbetonbauweise. 1958 wechselte er zu den Schweizerischen Bundesbahnen in die Sektion für Brückenbau in Zürich und lernte dort die Bauherrenseite kennen.
1959 gründete er zusammen mit Edy Toscano ein eigenes Ingenieurbüro. Nach der Trennung von Toscano 1962 wurde er Alleininhaber und baute das Unternehmen an verschiedenen Standorten aus. In neun Niederlassungen arbeiteten insgesamt 80 Mitarbeiter in drei Kollektivgesellschaften, wobei er jüngere Partner geeignet integrierte. Die bearbeiteten Projekte lagen hauptsächlich in der Ostschweiz inklusive Graubünden sowie im Schweizer Mittelland.
Bänzigers Unternehmen war am Bau vieler bedeutender Brücken beteiligt, wobei stets wesentliche technische Neuerungen eingeführt wurden. Bis zur Übergabe an seine Nachfolger in der Bänziger Partner AG im Jahr 2004 waren Dialma Bänziger und seine Firma für rund 500 ausgeführte Brückenprojekte als Projektverfasser, respektive Bauleiter verantwortlich.
25 ausgewählte Brückenbauwerke beschrieb er ausführlich in seiner Autobiografie. Das Nachwort dazu schrieb der bekannte Brückenplaner Christian Menn.
Bänziger war ab 1954 mit Lilia Adamina verheiratet, einer Tessinerin aus Orselina. Er war über 50 Jahre Mitglied des Schweizer Alpen-Clubs (SAC), Sektion Bernina, und nahm mehr als 30 Mal am Engadiner Skimarathon teil. Als Reiter war er während Jahren aktives Mitglied der Offiziersreitgesellschaft Zürich. Er war Mitglied der FDP, lebte in Richterswil, wo er im Juli 2022 im Alter von 94 Jahren starb.

## Ehrungen
- Stepan-Tymoschenko-Preis während des Studiums an der ETH, Zürich, 1949
- Ehrenmitglied Gesellschaft Ehemaliger Polytechniker (GEP, heute ETH Alumni), Sitten VS, 1998
- Outstanding Structure Award, Internationale Vereinigung für Brücken- und Hochbau, Malta, 2001
- Deutscher Ingenieurbaupreis (zusammen mit Christian Menn), Hamburg, 2002
- Architektur- und Ingenieurpreis erdbebensicheres Bauen (zusammen mit Schwander & Sutter) für Quaderschulhaus, Chur, 2015

## Bauwerke (Auswahl)
- Achereggbrücke, Autobahn-, Eisenbahn- und Lokalstrassen-Brücke, Stansstad, 1961–1965
- Hardturmviadukt der SBB, damals längste vorgespannte Eisenbahnbrücke Europas, Zürich, 1964–1969
- Limmatbrücke, Autobahn A1, Oberengstringen und Zürich-Altstetten, 1963–1965
- Lehnenviadukt Beckenried A2, zweitlängste Autobahnbrücke der Schweiz, Kanton NW, 1976–1980
- Sitterviadukt, Autobahnzwillingsbrücke A1, St. Gallen, 1980–1983
- Rheinbrücke Diepoldsau, erste Schrägseil-Strassenbrücke der Schweiz, Diepoldsau-Widnau SG, 1983–1985
- Aareviadukt, Autobahn A3, Schinznach AG im Bezirk Brugg, 1988–1993
- Hundwilertobelbrücke, Hundwil AR, 1989–1992
- Hinterrheinbrücke RhB, Thusis GR, 1991–1993
- Brücke über Oberwasserkanal, Beznau AG, 1991–1993
- Seebrücke Luzern (Janus-Brücke), 1994–1996
- Sunnibergbrücke, Klosters GR, elegante Schrägseilbrücke, 1996–1998
- Dreirosenbrücke, Doppelstock-Zwillingsbrücke, Basel, 1998–2004
- Murgbrücke Bahn 2000, Neubaustrecke Mattstetten–Rothrist, 1999–2000
- Neue Talbrücke, Dättwil AG, 2000–2001
- Rhonebrücke BLS Alptransit, Raron VS, 2000–2005
- Schachenbrücke über Aare, Obergösgen SO, 2002–2004
- Viaduc de Chaluet, Court BE, 2003–2004
- Bennauersteg, Bennau SZ, 2003–2005

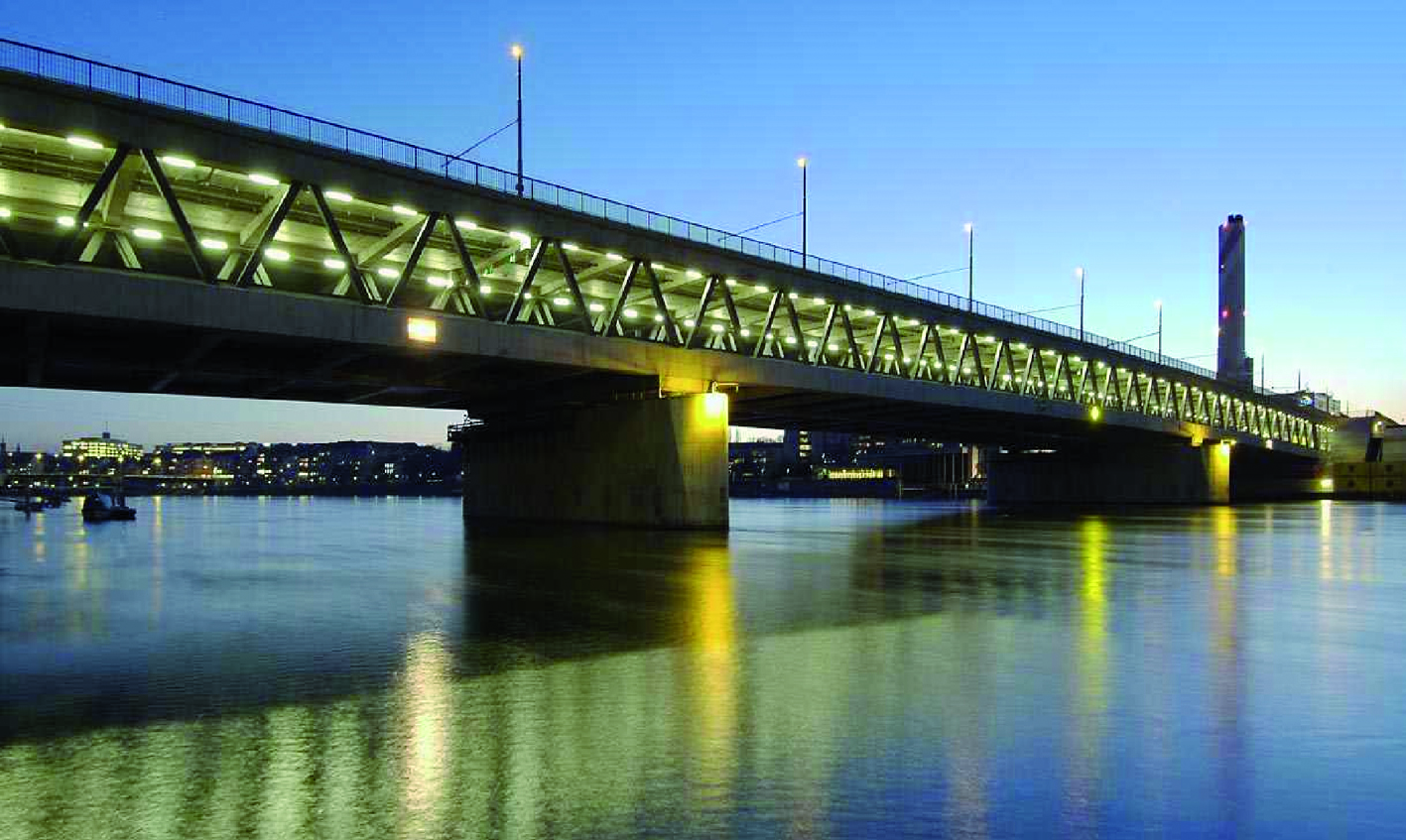
Dreirosenbrücke über den Rhein in Basel
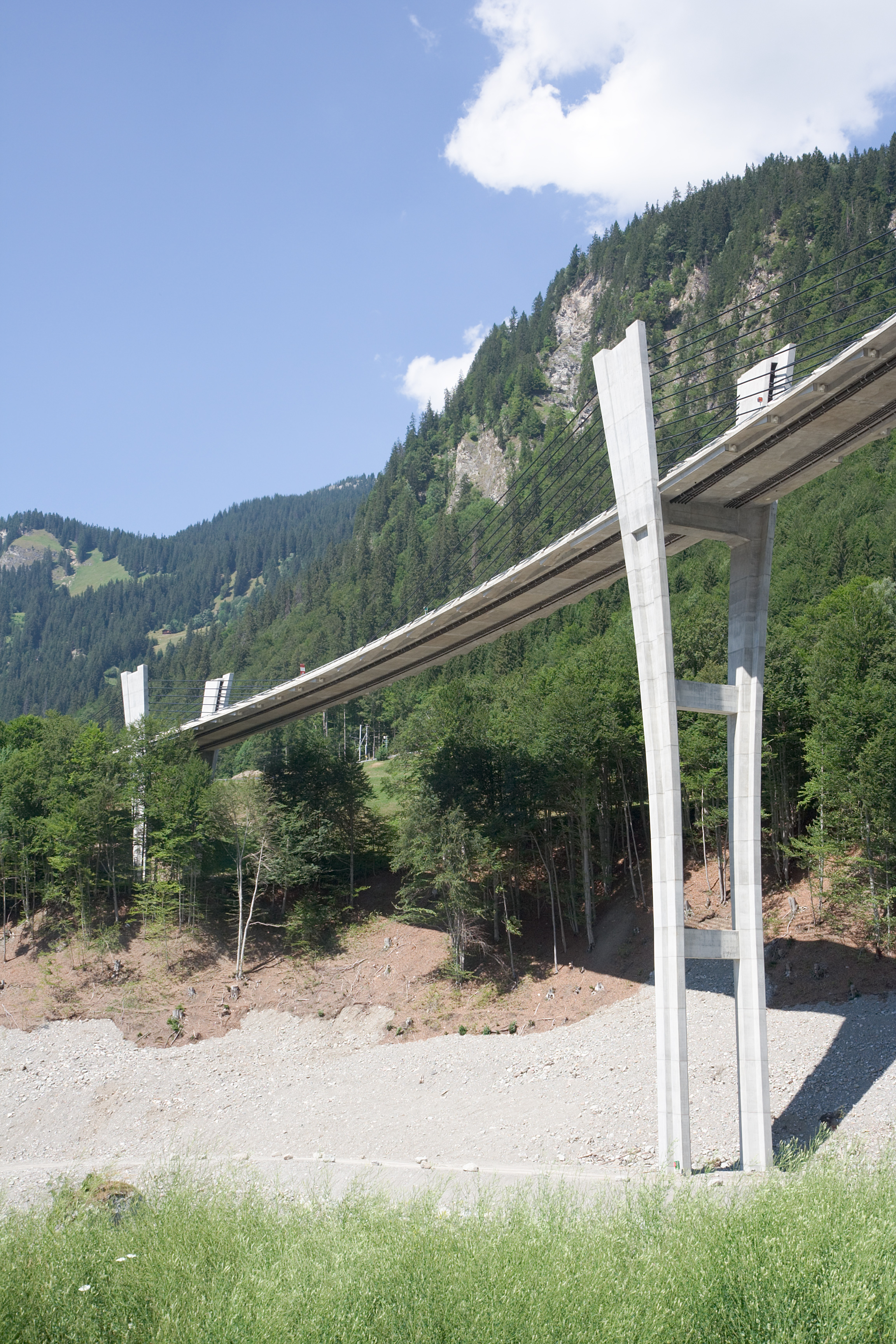
Die Sunnibergbrücke von Nordwesten
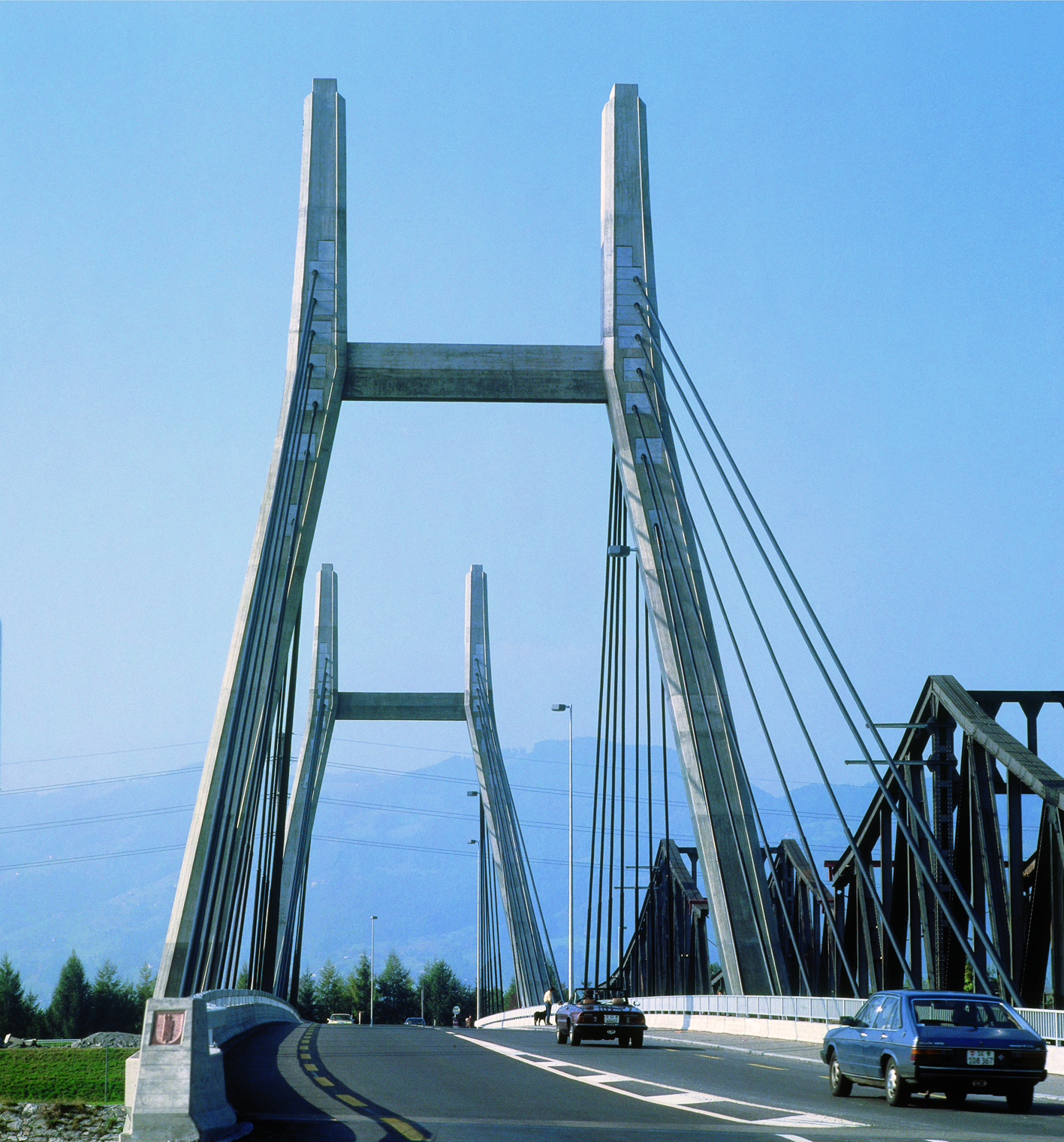
Rheinbrücke Diepoldsau, St. Galler Rheintal
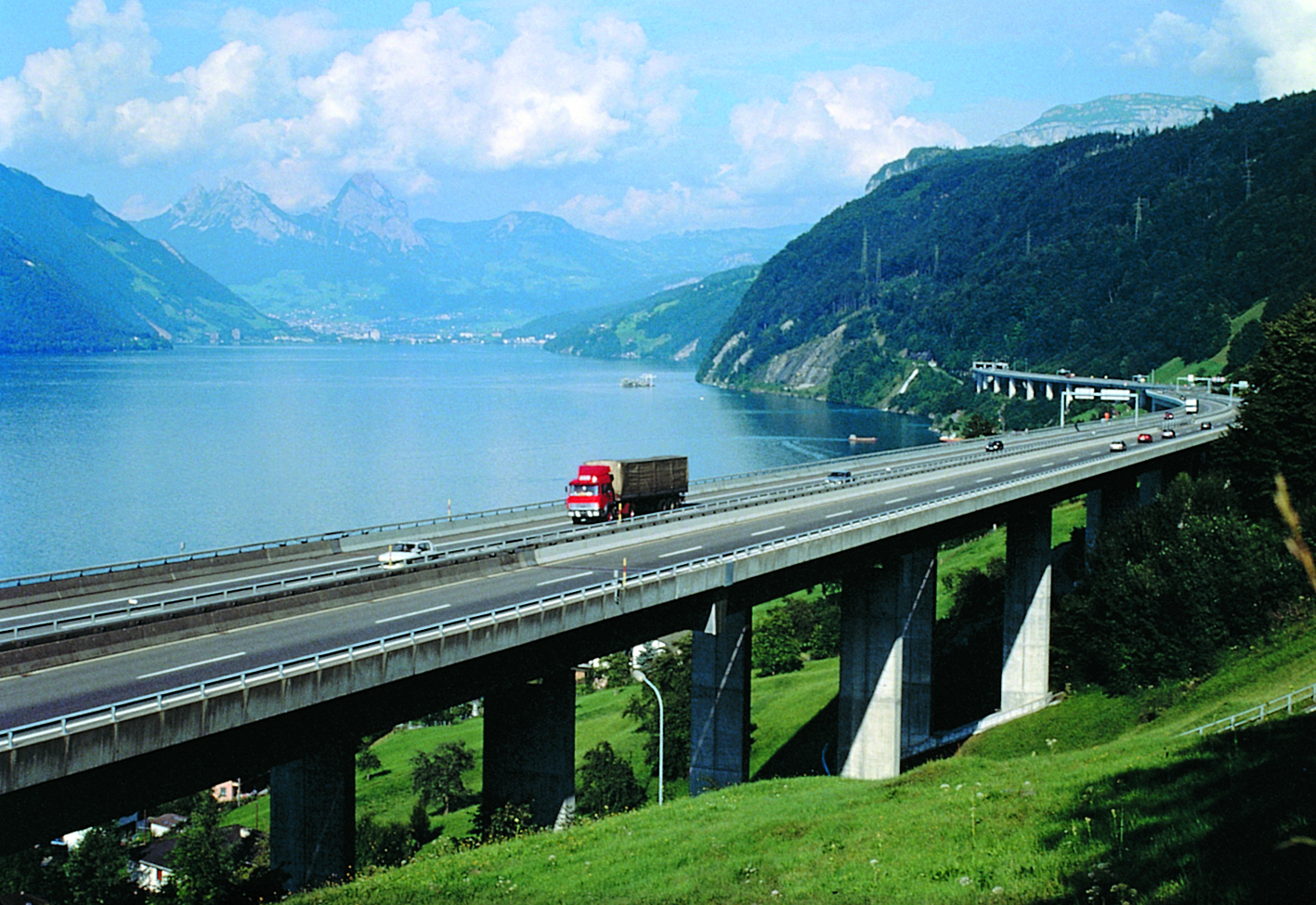
Lehnenviadukt Beckenried mit Blick auf den Vierwaldstättersee
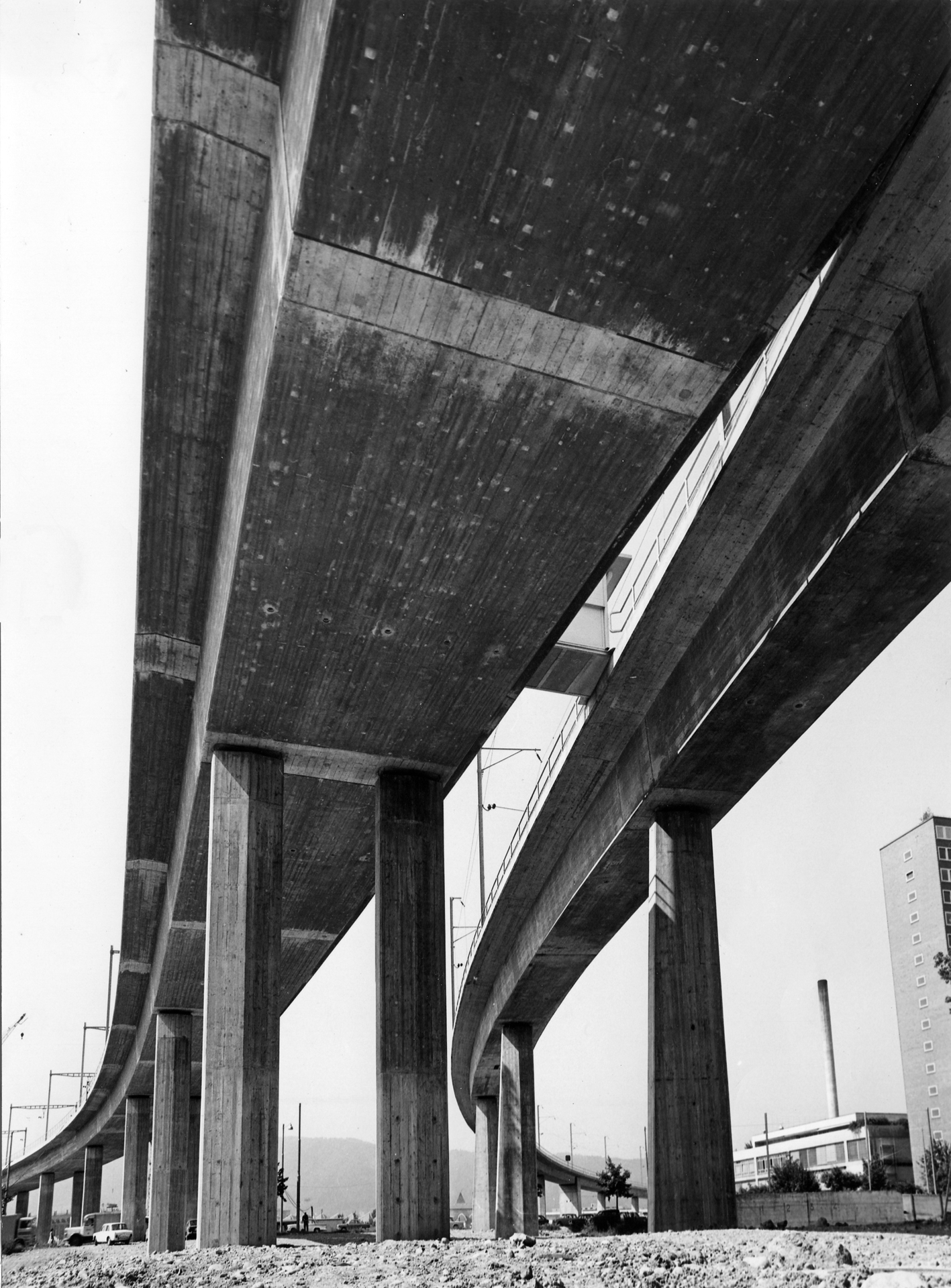
Eisenbahnviadukt Hardturm nahe Zürcher HB

## Publikationen (Auswahl)
- Das Hardturm-Viadukt der SBB in Zürich. In: Schweizerische Bauzeitung. 85. Jg., 1967, Heft 33, S. 609–614.
- Das Lehnenviadukt Beckenried. In: Beton- und Stahlbau. Bd. 75 (1980), S. 18–25.
- Der Lehnenviadukt Beckenried. Bänziger Kommissionsverlag; Baufachverlag, Zürich 1981, ISBN 3-8559h
- Schrägseilbrücke über den Rhein bei Diepoldsau. In: Vorgespannter Beton in der Schweiz 1982–1986. Herausgeber: Technische Forschungs- und Beratungsstelle der Schweizerischen Zementindustrie, Wildegg 1986, S. 53–56.
- Unterführung Wehntalerstrasse unter den SBB in Zürich-Affoltern. In: Schweizer Ingenieur und Architekt. Jg. 106, Nr. 19, 1988, S. 552–554.
- Aaretalbrücke der N3 bei Schinznach-Bad. In: Schweizer Ingenieur und Architekt. ASK-Artikelreihe Neuzeitliche Bauwerke. 12. April 1990, S. 403–410.
- Construction Tender Competition for Two Railway Viaducts. In: Structural Engineering International. Bd. 1, Nr. 2, 1. Mai 1991, S. 22–24.
- Neue Seebrücke Luzern. In: Mitteilungen der Schweizerischen Gesellschaft für Boden- und Felsmechanik. Frühjahrstagung 12. April 1996, S. 31–39.
- Brückenbau 1960–2005. Verlag Theiler Druck, Wollerau 2009, ISBN 978-3-033-02036-8. (Autobiografie)
- Faszination Brückenbau – Balance zwischen Gestaltung und Wirtschaftlichkeit. In: Franz Betschon u. a. (Hrsg.): Ingenieure bauen die Schweiz – Technikgeschichte aus erster Hand. Verlag Neue Zürcher Zeitung, Zürich 2013, ISBN 978-3-03823-791-4, S. 207–218.

## Einzelbelege
1. 1 2  Dialma Jakob Bänziger ist gestorben. In: Tages-Anzeiger, 19. Juli 2022.

| Personendaten    | Personendaten                           |
| ---------------- | --------------------------------------- |
| NAME             | Bänziger, Dialma Jakob                  |
| KURZBESCHREIBUNG | Schweizer Bauingenieur und Brückenbauer |
| GEBURTSDATUM     | 14. September 1927                      |
| GEBURTSORT       | Vnà, Unterengadin                       |
| STERBEDATUM      | 13. Juli 2022                           |
| STERBEORT        | Richterswil                             |